# Earias fusciciliana
Earias fusciciliana är en fjärilsart som beskrevs av Pieter Cornelius Tobias Snellen 1872. Earias fusciciliana ingår i släktet Earias och familjen trågspinnare. Inga underarter finns listade i Catalogue of Life.